# Bad Bentheim
Bad Bentheim là một thị xã trong bang Niedersachsen, Đức. Đô thị này thuộc huyện Grafschaft Bentheim và nằm ở biên giới với Nordrhein-Westfalen và Hà Lan, cự ly khoảng 15 km về phía nam của Nordhorn và 20 km về phía đông bắc của Enschede. Thị xã có chiều dài bắc-nam 14 km, đông-tây 12 km.
Thị xã gồm các làng Achterberg, Bardel, Gildehaus, Hagelshoek, Holt und Haar, Sieringhoek, Waldseite và Westenberg.

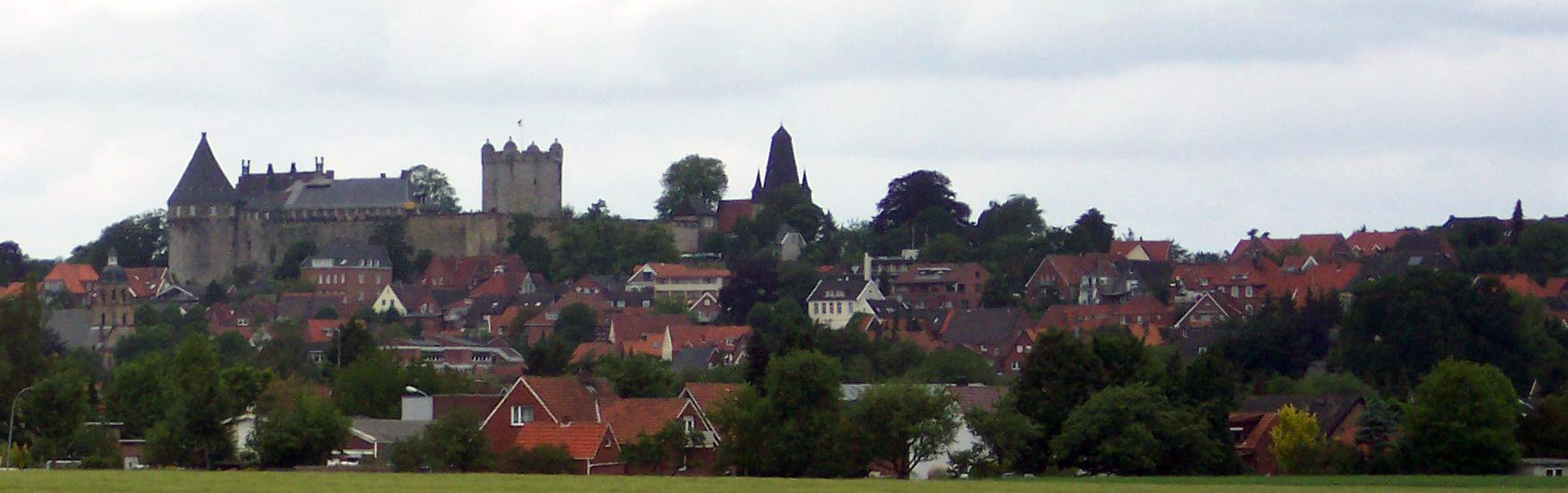
Bad Bentheim với tòa lâu đài